# Forhøjet blodtryk
Forhøjet blodtryk (lat: hypertension) er en tilstand, hvor blodtrykket kronisk er over 140/90 mmHg. Som oftest taler man om arteriel hypertension, forhøjet blodtryk i arterierne. 
Arteriel hypertension deles i primær (essentiel) og sekundær hypertension. Ved den primære hypertension er der ikke en kendt tydelig årsag til det høje blodtryk, mens sekundær hypertension skyldes andre lidelser, der påvirker hjerte, nyrer, arterier eller det endokrine system.
Hypertension øger risikoen for en række sygdomme som apopleksi, akut myokardieinfarkt, hjertesvigt, arterielle aneurysmer og kronisk nyresvigt.
Der findes flere grupper lægemidler til behandling af hypertension som beta-blokkere, ACE-hæmmere, angiotensin II-antagonister, calciumantagonister og diuretika.

## Årsagen til forhøjet blodtryk
Der er to typer af blodtryk, primære og sekundære, som defineres som årsagerne til sygdommen.
Primær hypertension har ingen specifikke årsager. Men der er mange risikofaktorer, der kan øge en persons risiko for at udvikle forhøjet blodtryk. Der er her tale om arvelige årsager, rygning, usundt mad - bestående af fødevarer med højt salt eller fedt, mangel på motion, alder, stress eller alkoholmisbrug. 
Sekundær hypertension er sædvanligvis et resultat af et sundhedsproblem (f.eks. lupus), medicin (smertestillende) eller hormonale tilstande (f.eks. Cushings syndrom).

## Symptomer på højt blodtryk
Forhøjet blodtryk giver sjældent symptomer i begyndelsen. Først når tilstanden forårsager andre helbredsproblemer, er det muligt at afgøre, om der er fare eller ikke. Derfor kan det være vanskeligt at opdage sygdommen, og det er derfor vigtigt at besøge sin læge regelmæssigt for helbredsundersøgelser. På den måde kan de måle blodtryk, og tilstanden kan diagnosticeres og behandles korrekt. I meget sjældne tilfælde kan hypertension give symptomer som hovedpine, sløret syn, stakåndethed og næseblod.